# غورو ريتين
غورو ريتين (مواليد 26 يوليو 1994) هي لاعبة كرة قدم نرويجية تلعب في مركز الجناح في نادي تشيلسي.

## روابط خارجية
- غورو ريتين على موقع الاتحاد الدولي (مؤرشف)  (الإنجليزية)
- غورو ريتين على موقع الاتحاد الأوربي (الإنجليزية)
- غورو ريتين على موقع اتحاد النرويج (النرويجية)
- غورو ريتين على موقع قاعدة بيانات كرة القدم.إي يو (الإنجليزية)
- غورو ريتين على موقع Soccerway.com (الإنجليزية)
- غورو ريتين على موقع عالم كرة القدم.نت (الإنجليزية)